# Huntingdon, Tennessee
Huntingdon este un oraș și sediul comitatului Carroll din statul Tennessee, Statele Unite ale Americii. Populația orașului a fost de 4.349 locuitori conform recensământului din 2000.

## Date geografice
Huntingdon este situat la următoarele coordonate geografice 36°0′26″N 88°25′14″V / 36.00722°N 88.42056°V.
Potrivit United States Census Bureau, orașul are o suprafață totală de 29,2 km², din care 29,1 km² este uscat și 0,1 km² (0,44%) apă.
1. ↑  2010 U.S. Gazetteer Files, accesat în 9 iulie 2020